# Åbyen (Grenaa)
 For alternative betydninger, se Åbyen. (Se også artikler, som begynder med Åbyen)
Åbyen er en bydel i Grenaa, som opføres som et blandet bolig-, kontor- og butiksmiljø. Bydelens centrale del bliver en kanal, der graves parallelt med Gren Åen.
Opførslen af Åbyen blev påbegyndt i 2006, hvor Grenaa Kommune (nu Norddjurs Kommune) samtidig øgede befolkningens opmærksomhed gennem en række reklamer. F.eks. rundsendte kommunen en informationspjece hvortil der var vedhæftet et par ørepropper, da de kommende dages arbejde ville være støjende. Endvidere blev der opstillet et stort skilt ved rundkørslen ud for busterminalen.
Byggeriet af Åbyen afsluttedes i forsommeren 2010.